# (11740) Georgesmith
(11740) Georgesmith est un astéroïde de la ceinture principale.

## Description
(11740) Georgesmith est un astéroïde de la ceinture principale. Il fut découvert le 22 octobre 1998 à Caussols par le projet ODAS. Il présente une orbite caractérisée par un demi-grand axe de 2,91 UA, une excentricité de 0,02 et une inclinaison de 1,4° par rapport à l'écliptique.

## Compléments